# Stéphanie Dubois
Stéphanie Dubois (Laval, 1986. október 31. –) kanadai hivatásos teniszezőnő. Profi pályafutása 2004-ben kezdődött, legjobb világranglista-helyezését 2012 januárjában érte, amikor nyolcvanhetedik volt. Egyéniben kilenc, párosban nyolc ITF-tornát nyert.

## Eredményei Grand Slam-tornákon

### Egyéni
| Grand Slam | Australian Open | Australian Open    | Roland Garros | Roland Garros       | Wimbledon | Wimbledon        | US Open  | US Open           |
| Év         | Eredmény        | Utolsó ellenfél    | Eredmény      | Utolsó ellenfél     | Eredmény  | Utolsó ellenfél  | Eredmény | Utolsó ellenfél   |
| 2005       | sel. (1)        | Michaëlla Krajicek | sel. (1)      | Lenka Němečková     | sel. (1)  | N. Jakimava      | sel. (2) | Natalie Grandin   |
| 2006       | –               | –                  | sel. (1)      | L. Szkavronszkaja   | sel. (1)  | Ivana Abramović  | 1. kör   | Séverine Brémond  |
| 2007       | sel. (1)        | Anda Perianu       | sel. (2)      | Bacsinszky Tímea    | sel. (1)  | Giulia Gabba     | sel. (3) | Cvetana Pironkova |
| 2008       | 1. kör          | Gallovits Edina    | 1. kör        | Selima Sfar         | 1. kör    | A. Csakvetadze   | sel. (2) | Csang Suaj        |
| 2009       | 1. kör          | Szugijama Ai       | sel. (2)      | Kathrin Wörle       | 1. kör    | Sara Errani      | 2. kör   | Sorana Cîrstea    |
| 2010       | 1. kör          | Szávay Ágnes       | 1. kör        | S. Cohen-Aloro      | 1. kör    | Kirsten Flipkens | sel. (3) | Irina Falconi     |
| 2011       | sel. (3)        | Szánija Mirza      | sel. (3)      | N. Llagostera Vives | 2. kör    | Andrea Petković  | sel. (3) | S. Soler-Espinosa |
| 2012       | 2. kör          | Angelique Kerber   |               |                     |           |                  |          |                   |

## Év végi világranglista-helyezései
| Év       | 2002 | 2003 | 2004 | 2005 | 2006 | 2007 | 2008 | 2009 | 2010 | 2011 |
| Helyezés | 625. | 480. | 253. | 121. | 134. | 101. | 122. | 108. | 149. | 98.  |